# Parornix impressipenella
Parornix impressipenella är en fjärilsart som först beskrevs av Bilimek 1867.  Parornix impressipenella ingår i släktet Parornix och familjen styltmalar. Inga underarter finns listade i Catalogue of Life.